# Ambrus György
Ambrus György (Gyalár, 1923. december 4. – Duna-csatorna, Brăila-Mocrin mocsarai, 1960. február 18.) bányamérnök, plébános.

## Élete
Középiskoláit bátyjával együtt a Gyulafehérvári Főgimnáziumban végezte. Nagykászonban, Szászrégenben volt káplán, majd Katonán plébános. Itt tartóztatták le, mert nem követte a békepapság vonalát. A vád ellene: fegyverrejtegetés. Kolozsváron állították bíróság elé 1956. március 18-19-én. A nagyváradi katonai törvényszék hat évi börtönre ítélte. Még azzal is vádolták, hogy hűséges volt Márton Áron akkori erdélyi püspökhöz, és titokban ő tájékoztatta a papságot a titkos püspökhelyettesekről (ordináriusokról). Futár volt és összekötő. A Duna-csatornához hurcolták rabmunkára. Majd a Brăila-Mocrin mocsaraiban nádat vágott hajnaltól késő estig combig érő vízben. A vele együtt raboskodó foglyok szerint ő volt az első erdélyi katolikus pap, aki a fertőző ivóvíztől legyengülve, az éhezéstől csonttá soványodva vértanúhalált halt 1960. február 18-án. Halálakor P. Hajdú Leander fogta le szemeit. Sírja teljesen ismeretlen, csupán halálának idejét jegyezte meg Leander atya.